# Шурышев
Шурышев — аал в Усть-Абаканском районе Хакасии, находится в 65 км от райцентра пгт Усть-Абакан и 36 км от Абакана. Расстояние до ближайшей ж.-д. станции Кирба 5 км. Расположен на р. Абакан.
Число хозяйств 45, население 94 чел. (01.01.2004), в том числе русские, хакасы, мордва, чуваши, украинцы.

## Население
| 2002 | 2010 |
| ---- | ---- |
| 102  | ↘77  |